# 陳偉霆影視作品列表
陳偉霆曾出演過21部電影、12套戲劇（包括1套網絡劇）；聲演過3套廣播劇及為5部作品配音。
他曾憑著《救火英雄》獲得第五屆澳門國際電影節最佳男配角獎、憑著《男人唔可以窮》奪得萬象國際華語電影節最佳青年男演員。自2014年參演劇集《古劍奇譚》後，在內地人氣急升，並入圍上海電視節白玉蘭獎最佳男配角提名。2016年於《老九門》中飾演張啟山一角一炮而紅，掀起網絡狂潮，更憑藉此角色造型入駐上海杜莎夫人蠟像館，該劇也成為全網首部破百億的自製劇 。

## 電影作品
| 年份   | 電影                 | 角色               | 性質                 | 合作演員                                             | 來源                 |
| ------ | -------------------- | ------------------ | -------------------- | ---------------------------------------------------- | -------------------- |
| 2008年 | 竊聽風雲             | Joe                | 配角                 | 劉青雲、古天樂、吳彥祖、方中信                       | [ 2 ]                |
| 2008年 | 關人7事              | William            | 第一男主角           | 江若琳、周柏豪、周秀娜、鄭融、趙碩之                 |                      |
| 2009年 | 愛出貓               | 薛君輝（William）  | 第一男主角           | 鄧紫棋、詩雅                                         | [ 3 ]                |
| 2009年 | 死神傻了             | 可樂               | 單元主角             | 謝安琪、陸永權、鄭融、許志安、周柏豪、周秀娜、方皓玟 |                      |
| 2009年 | 美麗密令             | 秦朗               | 配角                 | 蔡卓妍、吳君如                                       |                      |
| 2010年 | 前度                 | 陳均平             | 男主角               | 鍾欣桐、詩雅                                         | [ 4 ]                |
| 2010年 | 戀人絮語             | 梁寶晴（少年時代） | 客串                 | 陳奕迅、林嘉欣、陳潔儀                               |                      |
| 2010年 | 得閒炒飯             | Mike               | 男主角之一           | 吳君如、周慧敏、張兆輝                               | [ 5 ]                |
| 2011年 | 出軌的女人           | Bill／Ben          | 男主角               | 夏文汐、吳家麗、葉璇                                 | [ 6 ]                |
| 2012年 | 紮職                 | 阿霆               | 第二男主角           | 譚耀文、詩雅、溫碧霞                                 |                      |
| 2013年 | 重口味               | 杰                 | 單元主角             | 陳靜、錢國偉                                         |                      |
| 2013年 | 救火英雄             | 張文健             | 男配角               | 謝霆鋒、余文樂、任達華                               | [ 7 ]                |
| 2014年 | 男人唔可以窮         | 薛可勇             | 三大男主角之一       | 黃宗澤、謝天華、鄧麗欣                               | [ 8 ] [ 9 ]          |
| 2015年 | 搏击迷城             | 若男               | 男主角               | 斯琴高娃、趙柯、李菲兒                               | [ 10 ]               |
| 2016年 | 爵迹                 | 幽冥               | 男配角               | 范冰冰、陳學冬、吳亦凡、郭采潔、楊冪                 | [ 11 ]               |
| 2016年 | 那件瘋狂的小事叫愛情 | 江洋               | 男主角               | 鄭秀妍、唐藝昕、謝霆鋒、鍾欣潼                       | [ 12 ]               |
| 2017年 | 建軍大業             | 洪門老八           | 客串                 | 劉燁、朱亚文、黄志忠                                 | [ 13 ]               |
| 2018年 | 戰神紀               | 鐵木真             | 男主角               | 胡軍、林允                                           | [ 14 ] [ 15 ] [ 16 ] |
| 2018年 | 大轟炸               | 程霆               | 男配角               | 劉燁、Bruce Willis、宋承憲、張鈞甯、馬蘇             | [ 17 ]               |
| 2019年 | 寵愛                 | 赵乐               | 六个故事的男主角之一 | 于和伟、钟汉良、杨子姗、张子枫、吴磊、钟楚曦         |                      |
| 2020年 | 爵跡2：冷血狂宴      | 幽冥               | 男配角               | 吳亦凡、陳學冬、郭采潔                               | (網絡播出)           |
| 2021年 | 侍神令               | 慈沐               | 男配角               | 陈坤、周迅                                           | [ 18 ]               |
| 2023年 | 暴风                 | 陈家栋             | 男主角               | 王千源、王龙正、王紫璇、尹正                         | [ 19 ]               |
| 2023年 | 爆裂點               | 江铭               | 兩大男主角之一       | 张家辉、梁洛施                                       | [ 20 ]               |
| 待拍摄 | 無限任務             |                    | 男主角               | 謝霆鋒                                               |                      |

## 戲劇作品
| 年份   | 劇名               | 角色               | 配音   | 備註         |
| ------ | ------------------ | ------------------ | ------ | ------------ |
| 2014年 | 古剑奇谭           | 陵越               | 邊江   | 男配角       |
| 2015年 | 活色生香           | 安逸尘 / 文世倾    | 邊江   | 第二男主角   |
| 2015年 | 少年四大名捕       | 追命               | 邊江   | 四大男主之一 |
| 2015年 | 蜀山戰紀之劍俠傳奇 | 丁大力/丁隐        | 趙路   | 男主角       |
| 2016年 | 因为爱情有幸福     | 苏凯文             | 原音   | 男主角       |
| 2016年 | 缘来幸福           | 何瀚               | 邊江   | 第二男主角   |
| 2016年 | 老九门             | 张启山（张大佛爷） | 邊江   | 男主角       |
| 2017年 | 醉玲珑             | 元凌               | 邊江   | 男主角       |
| 2018年 | 南方有乔木         | 时樾 / 时俊青      | 李龍濱 | 男主角       |
| 2018年 | 橙红年代           | 刘子光             | 陳浩   | 男主角       |
| 2021年 | 风暴舞             | 李俊杰             | 王凯   | 男主角       |
| 2021年 | 斛珠夫人           | 方诸 / 方鑑明      | 陳浩   | 男主角       |
| 2023年 | 照亮你             | 靳时川             | 孙睿扬 | 男主角       |
| 2024年 | 太陽星辰           | 杨光耀／陳家傑     |        | 男主角       |
| 待播   | 许我耀眼           | 沈皓明             |        | 男主角       |
| 待播   | 九門               | 张启山（张大佛爷） |        |              |

### 網絡劇
- 2014年 《极品女士第三季》(客串)

## 參加綜藝節目
- 音悅大來賓 20140822期
- 我們都愛笑 20140705期
- 我們都愛笑 20140913期
- 年代秀 20140816期
- 年代秀 20140927期
- 新闻當事人 20140906期
- 快樂大本營 20130713期
- 快樂大本營 20140712期
- 快樂大本營 20150321期
- 新闻當事人 20160312期
- 快樂大本營 20160402期
- 王牌對王牌 第一季20160408期
- 快樂大本營 20160730期
- 夏日甜心 第10期20161001
- 快樂大本營 20170917期
- 快樂大本營 20170708期
- 奔跑吧2017 Ep.2
- 七十二层奇楼 第1-2期 20170505期
- 向往的生活 第三季 第3-4期 20190510期
- 王牌對王牌 第四季 20190405期
- 快樂大本營 20191221期
- 快樂大本營 20210102期
- 冬梦之约 20210312期
- 蒙面舞王 (第二季) 第1期 2021年8月8日
- 舞蹈生 第6期 2021年9月25日
- 哈哈哈哈哈第二季 第6期 2021年12月25-26日
- 一桌年夜饭 2022年2月2日
- 密室大逃脫 第四季 第1-2期 2022年7月14和21日
- 你好，星期六 第53期 2023年3月4日
- 你好，星期六 第54期 2023年3月11日
- 密室大逃脫 第五季 第5-6期 2023年7月12和19日

## 固定綜藝節目（主持/導師/常驻嘉宾）
- 2003年 《迪斯尼开心星期六》
- 2004-2006年 《香港迪士尼乐园》
- 2009年 《大咕窿》
- 2010-2011年 《兄弟帮》
- 2012年 《回鄉》
- 2015年 《十二道锋味第二季》
- 2018年 《热血街舞团》
- 2018-2019年 《中国梦之声·下一站传奇》
- 2019年 《追我吧》
- 2020年 《认真的嘎嘎们》
- 2020年-2021年 《潮流合伙人2》
- 2022年 《一起露营吧》
- 2023年 《一起露营吧2》
- 2023年 《全員加速中3》
- 2023年 《童话》

## 配音作品
- 2007年 
- 2007年 
- 2009年  聲演 泡泡
- 2009年 聲演 天竺鼠「一哥」
- 2011年 聲演 兔子E.B.

## 廣播劇
- 《亂世佳人》 飾 William
- 《最好的時光》飾　林子峰
- 《自己人》廣播劇火星人 飾 阿優

## MV
| 年份 | 歌曲     | 藝人   | 專輯      | 備註   |
| ---- | -------- | ------ | --------- | ------ |
| 2003 | 朋友的愛 | Twins  | Evolution |        |
| 2003 | 亂世佳人 | Twins  | Evolution |        |
| 2021 | 超能力   | 鄧紫棋 | 待定      | [ 21 ] |